# تومتشوك
تومتشوك (بالصينية: 图木舒克市 )‏ هي مدينة على مستوى مقاطعة، في جمهورية الصين الشعبية، تتبع سنجان، بلغ عدد سكانها 135,727 نسمة، تبلغ مساحتها 1,927 كيلومتر مربع، رمزها البريدي هو 844000.